# Ghibli Museum Library

Logotipo do Ghibli Museum Library.

O Ghibli Museum Library (三鷹の森ジブリ美術館ライブラリー, Mitaka no Mori Jiburi Bijutsukan Raiburarī) é a coleção de animações clássicas e não japoneses que foram lançados no Japão pelo Studio Ghibli sob o selo Ghibli ga Ippai, em colaboração com a Walt Disney Studios Home Entertainment e o Cinema Angelika.

## Filmografia
Animações lançadas pelo Ghibli Museum Library, em home vide ou no cinemas no Japão
- Le Roi et l'Oiseau (1980)
- Kirikou et la Sorcière (1998)
- Princes et Princesses (2000)
- Les Triplettes de Belleville (2003)
- Moya lyubov (2006)
- Azur et Asmar (2006)
- Przygody Myszki (1985)
- Snezhnaya Koroleva (1957)[4]
- Panda Kopanda (1972–73)
- Cheburashka (1969–83)
- Animal Farm (1954)
- Lupin the Third Part I (1971–72)
- A Matter of Loaf and Death (2008)
- Mr. Bug Goes to Town (1941)[5]
- Konk-Gorbunok (1947)
- Seraya Sheyka (1948)
- Akage no Anne (1979)[6]
- Shaun the Sheep (2007)
- A Grand Day Out (1989)[7]
- The Wrong Trousers (1993)[7]
- A Close Shave (1995)[7]
- Shaun the Sheep (2009–10)
- L'Illusionniste (2010)
- Tout-rien (1978)
- Crac ! (1981)
- L'Homme qui plantait des arbres (1987)
- Le Fleuve aux grandes eaux (1993)
- Les Contes de la nuit (2011)
- Yoru no Tobari no Monogatari: Samenai Yume (夜のとばりの物語 －醒めない夢－) (2013)
- Arrugas (2011)
- Shaun the Sheep (2012–13)
- Dilili à Paris (2008)[8]